# Composto organofluorado

Alguns compostos organofluorados importantes
A: fluorometano
B: isoflurano
C: um CFC
D: um HFC
E: ácido tríflico
F: Teflon
G: PFOS
H: fluorouracil
I: Prozac

Compostos organofluorados são compostos químicos orgânicos que contém carbono e flúor ligados na polarizada e marcantemente forte ligação carbono–flúor. Compostos organofluorados são diversificados, eles podem ser fluorocarbonos, perfluorados, ou compostos mono-fluorados biologicamente sintetizados, entre outras possibilidades. Estes compostos tem um amplo campo de funções devido a suas características e podem servir ou comportar-se como fluidos refrigerantes, fármacos, agroquímicos, surfactantes, depletores do ozônio, venenos ou poluentes.